# Orde d'Orange-Nassau

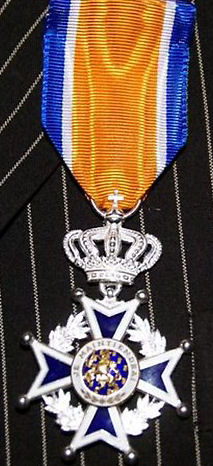
El disseny de l'orde (Cavaller)

L'Orde d'Orange-Nassau (neerlandès: Orde van de Orange Nassau) és un orde neerlandès, creat el 1890 per la Reina Regent Emma d'Holanda, en nom de la seva filla, la Reina Guillermina I.
És un orde civil i militar, i pot considerar-se com l'equivalent neerlandès a l'Orde de l'Imperi Britànic, i està situada al darrere de l'Orde del Lleó Neerlandès.
El Sobirà Neerlandès és el Gran Mestre de l'Orde.
El 1841, el rei Guillem II dels Països Baixos, com a Gran Duc de Luxemburg, creà l'Orde de la Corona de Roure. Si bé aquest no era un orde neerlandès, era un honor que es conferia regularment als habitants dels Països Baixos. Després de la mort de Guillem II, Luxemburg esdevingué independent, amb la qual cosa hagué la necessitat de crear un tercer orde, juntament amb l'Orde Militar de Guillem i l'Orde del Lleó Neerlandès, mitjançant el qual es pogués honorar als diplomàtics estrangers i als neerlandesos de classe baixa.
Durant la II Guerra Mundial, l'Orde d'Orange-Nassau va ser atorgada tant a membres de l'exèrcit neerlandès com a membres dels serveis estrangers que van col·laborar en l'alliberament dels Països Baixos de l'ocupació nazi. Actualment és l'orde civil i militar més activa.
Típicament s'atorga cada any per l'aniversari del Sobirà (actualment el 30 d'abril), amb centenars de nomenaments fets públics. També s'usa per honorar prínceps estrangers, ministres, dignataris i diplomàtics.

## Classes
S'atorga en 6 classes:
- Gran Creu: llueix la insígnia a una banda que penja des de l'espatlla dreta, amb l'estrella a l'esquerra
- Gran Oficial: llueix la insígnia penjant del coll, amb l'estrella a l'esquerra
- Comandant: llueix la insígnia penjant del coll
- Oficial: llueix la insígnia penjant d'un galó amb una roseta a l'esquerra
- Cavaller: llueix la insígnia penjant d'un galó
- Membre: llueix la insígnia penjant d'un galó

| Galons de l'orde d'Orange-Nassau - des de 1996 | Galons de l'orde d'Orange-Nassau - des de 1996 | Galons de l'orde d'Orange-Nassau - des de 1996 |
| ---------------------------------------------- | ---------------------------------------------- | ---------------------------------------------- |
| Gran Creu                                      | Gran Oficial                                   | Comandant                                      |
| Oficial                                        | Cavaller                                       | Membre                                         |

Fins al 1996, l'orde d'Orange-Nassau consistia en 5 graus. A més, es donaven medalles honorífiques en Or, Plata i Bronze, però aquestes només estaven afiliades amb l'Orde; els que rebien la medalla no eren membres de l'orde.
| Galons de l'orde d'Orange-Nassau - fins a 1996 | Galons de l'orde d'Orange-Nassau - fins a 1996 | Galons de l'orde d'Orange-Nassau - fins a 1996 |
| ---------------------------------------------- | ---------------------------------------------- | ---------------------------------------------- |
| Gran Creu                                      | Gran Oficial                                   | Comandant                                      |
| Oficial                                        | Cavaller                                       |                                                |
| Medalla d'or                                   | Medalla de plata                               | Medalla de bronze                              |

## Disseny
- La Insígnia: És una Creu de Malta en esmalt blau amb les franges en esmalt blanc, en daurat pels oficiales i superiors i platejat per a cavallers i membres. Al disc central de l'envers apareix el Lleó de l'escut neerlandès en esmalt blau i daurat, envoltat per un anell d'esmalt blanc amb el lema neerlandès "Je Maintiendrai" (Perseveraré). Al revers, apareix el monograma reial coronat, envoltat pel lema God Zij Met Ons (Déu està amb nosaltres). Sobre la creu hi ha una corona. La divisió civil llueix una corona de llorer entre els braços de la creu; la militar, dues espases creuades.
- L'Estrella: És una estrella platejada, de 8 puntes per a la Gran Creu i 4 per a Gran Oficial, amb el disc central d'esmalt amb el lleó neerlandès i el lema nacional. La divisió militar té dues espases creuades.

El galó és taronja amb una franja blava i una blanca en les vores.